# Kiteretsu Daihyakka: Edoniitte Kiteretsu Saisamaniau Nari
Kiteretsu Daihyakka Edoniitte Kiteretsu Saisamaniau Nari (キテレツ大百科 えどにいってキテレツさいさまにあうナリ?) es un videojuego educativo lanzado para la consola Sega Pico en el año 1994 en Japón. Este título utiliza a los personajes de la saga Kiteretsu Daihyakka.